# Bangeo-dong
Bangeo-dong (koreanska: 방어동) är en stadsdel i staden Ulsan i den sydöstra delen av Sydkorea, 300 km sydost om huvudstaden Seoul. Den ligger i stadsdistriktet Dong-gu. 